# Запорізька торгово-промислова палата

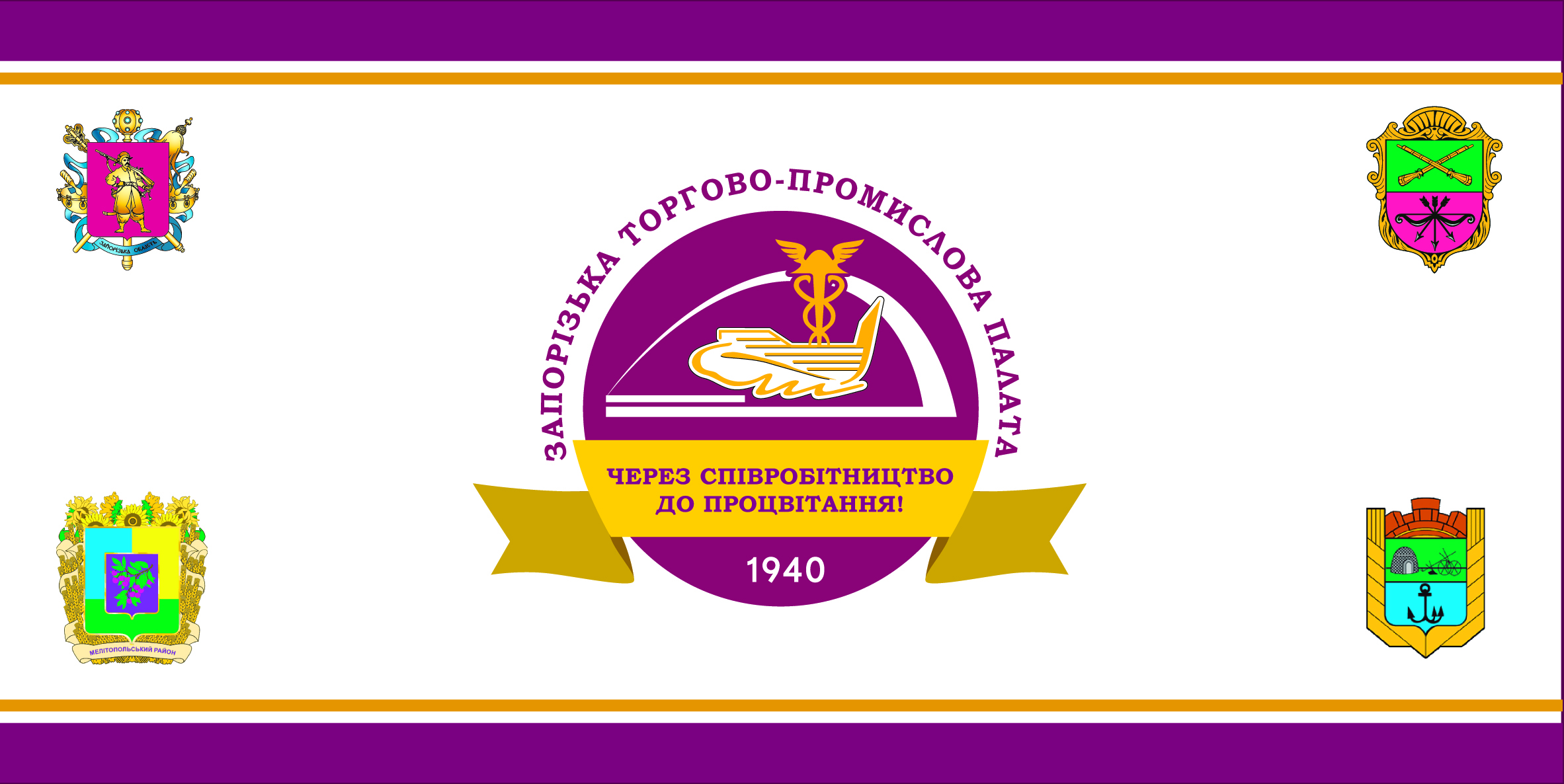
Прапор ЗТПП

Запорізька торгово-промислова палата (ЗТПП) — це недержавна неприбуткова самоврядна організація, що об'єднує юридичних осіб, які створені і діють відповідно до законодавства України, та громадян України, зареєстрованих як підприємці, та їх об'єднання. ЗТПП є членом Торгово-промислової палати України.
Запорізька торгово-промислова палата [Архівовано 8 серпня 2013 у Wayback Machine.] як активний учасник програм соціально-економічного розвитку регіону, підтримки малого та середнього підприємництва спрямовує свою діяльність на інтеграцію запорізьких підприємств у міжнародне бізнес-середовище та підтримку їх конкурентоздатності, розширення сфер співробітництва.

## Історичні відомості
1939 р.
Місто Запоріжжя та прилеглі до нього райони виділено в самостійну Запорізьку область. Прийнято рішення про організацію Державної торгово-посередницької контори (ДТПК) та Бюро товарних експертиз (БТЕ).
Липень 1940 р.
Офіційно така структура була створена. Очолив її Степан Мойсейович Самусь.
1946 р.
Незабаром після відновлення радянської влади в Запорізькій області поновлена діяльність БТЕ при Запорізькому міськторгвідділі.
1 січня 1964 р.
У підпорядкування Всесоюзної торгової палати було передано Запорізьке Бюро. З'явилися штатні експерти (у перші роки штат становив 12-14 чоловік), почала формуватися система дійсного членства підприємств. Базувалася на добровільній основі та передбачала щорічні внески.
1973 р.
Згідно з рішенням Ради Міністрів Української ССР Відділення ТПП СРСР в Українській ССР реорганізовано в Торгово-промислову палату Української ССР.
1981 р.
Запорізьке бюро товарних експертиз реорганізовано у відділення Торгово-промислової палати України.
1989 р.
Запорізьке відділення ТПП України перейменовано у виробничу госпрозрахункову фірму (ПХФ) «Запоріжзовнішсервіс». До її складу входили три експертні бюро: обладнання, промисловості та продовольства. Також було відкрито невеликий відділ з зовнішньоекономічних зв'язків.
1989-1990 р.
Проведено реформування організації: утворено підрозділи правових аспектів зовнішньоекономічної діяльності, підвищення кваліфікації та навчання спеціалістів підприємств та організацій за кордоном, виставкових заходів, оформлення митних документів та сертифікації товарів, консультативних послуг.
24 серпня 1991
Організація діє починає діяти в незалежній Україні
4 квітня 1995 року
Рішенням зборів дійсних членів Запорізька торгово-промислова палата отримала своє сучасне ім'я і статус. Одним із пріоритетних напрямів стає виставкова діяльність.
Жовтень 1999 р.
При Запорізькій ТПП створено Третейський суд.
Січень 2001 р.
Почав дяти регіональний центр якості.
Жовтень 2002 р.
Послуги Палати сертифіковані на відповідність стандарту ISO 9001:2000 в системах TUV CERT та УкрСЕПРО.
2006 р
Створено Українсько-німецьке коопераційне бюро.
2007 р.
У Запорізькій ТПП відбувся перший Міжнародний інвестиційний форум, організований сумісно з облдержадміністрацією, обласною радою та ЗОСПП (Р) «Потенціал».
Запорізька ТПП стала членом Виставкової Федерації України.
Розпочато будівництво виставкового комплексу «Козак-Палац».
2009 р.
Відкрито виставковий центр «Козак-Палац»
2011 р.
Відбулося розділення Міжнародного інвестиційного форуму на самостійні галузеві етапи: почергово презентуються агропромисловий комплекс, машинобудування та металургія, енергетична галузь.

## Організаційна структура[Архівовано8 грудня 2013 уWayback Machine.]
Структура Запорізької торгово-промислової палати являє собою приклад самоврядної суспільної організації: збори (конференція) дійсних членів Палати проводяться один раз на п'ять років для обрання Ради, Президії та Президента.
Президент Запорізької торгово-промислової палати — Заслужений економіст України Шамілов Володимир Іванович.
На сьогодні у складі ЗТПП — більше 550 провідних підприємств та організацій області, що представляють практично всі галузі економіки та створюють понад 80 відсотків валового регіонального продукту.
У числі підприємств, що входять до складу Ради ЗТПП, — ПАТ «Запорізький автомобілебудівний завод», АТ «Мотор Січ», ПАТ «Дніпроспецсталь», ВАТ «Запоріжсталь», ПАТ «Запоріжтрансформатор», ВАТ «Укрграфіт», ТОВ "Таврійська ливарна компанія «ТАЛКО», ТОВ «Агрофірма „Комунар“», ЗОСПП (Р) «Потенціал», обласна газета «Запорізька правда».

## Основні види послуг
Розуміючи важливу роль Палати у підвищенні конкурентоспроможності бізнесу, ЗТПП постійно працює над розширенням сфер діяльності та пропонує підприємствам та організаціям понад 70 видів послуг. Впроваджуючи європейські стандарти ведення бізнесу, Палата провела сертифікацію своїх послуг у відповідності з вимогами міжнародного стандарту ISO 9001:2008, що підтверджено сертифікатами TÜV ZÜD та Global Sertific.
Напрямки діяльності: [Архівовано 8 грудня 2013 у Wayback Machine.]
- Виставки. Форуми
- Міжнародне партнерство
- Іноземні переклади
- Навчальний центр
- Сертифікація
- Експертиза
- Послуги митного брокера
- Карнети АТА
- Юридичні послуги
- Рекламні послуги
- Послуги для агробізнесу

## Виставковий центр «Козак-Палац»[Архівовано22 березня 2022 уWayback Machine.]
У 2009 році було зведено виставковий центр «Козак-Палац». Споруда європейського рівня загальною площею більше 9000 квадратних метрів та можливістю одночасної демонстрації експозицій близько 200 учасників, не має аналогів у південно-східному регіоні України.
Традиційно у виставковому центрі відбуваються спеціалізовані виставки «Машинобудування. Металургія», «Литво», «Агротехсервіс», «Домострой», «Композити та склопластики», «Ювелірний світ», «Енергія», «Покровський ярмарок» та інші широко відомі серед ділових кіл країн СНД, Східної та Центральної Європи. Велику зацікавленість відвідувачів та учасників викликають заходи, що супроводжують виставки, — науково-практичні конференції, семінари, круглі столи.
Репутацію професійного діалогового майданчика для обговорення перспектив розвитку регіону, налагодження контактів запорізьких підприємств з потенційними партнерами та поглиблення їх співробітництва з інвесторами за роки свого існування отримали Міжнародні інвестиційні форуми.
Характеристики ВЦ «Козак-Палац»:
- Закритий майданчик — 4 900 м²
- Відкритий майданчик — 5 000 м²
- Висота стелі — 12 м
- Парковка — 200 автомобільних місць
- Дві обладнані конференц-зали на 250 та 80 посадочних місць
- Wi-Fi

Адреса центру:
вул. Перемоги, 70-б, м. Запоріжжя.

## Міжнародне співробітництво
ЗТПП традиційно виступає діловим майданчик для інформаційного обміну між українськими підприємствами та іноземними компаніями.
Палатою заключено більше 55 угод про співробітництво з країнами Європи, Латинської Америки, Близького Сходу, Азії, в рамках яких відбувається підтримка міжнародних ініціатив підприємців. Зокрема, Українсько-німецьке коопераційне бюро (створено на базі ТПП Запоріжжя та Магдебурга) сприяє налагодженню ділових відносин між підприємцями України та Німеччини, здійснюючи постійний інформаційний обмін між країнами.

## Освітня діяльність[Архівовано25 січня 2021 уWayback Machine.]
Більше десяти років Запорізька ТПП здійснює освітні програми. Перш за все, реалізуються проекти, котрі розкривають специфіку зовнішньоекономічної діяльності і процедури митного регулювання. Важливою складовою є освітні проекти в сфері податкового та бухгалтерського обліку, юридичні практикуми для бізнесу.
Особлива увагу приділяється міжнародним освітнім проектам. Зокрема, встановлені зв'язки із закордонними бізнес-школами та навчальними центрами: Лондонською школою бізнесу та фінансів, Інститутом підприємництва Cisco; спільно з Академією Леона Козьмінського створений польсько-український освітній центр.

## Електронний діловий журнал ЗТПП«Содружество»[Архівовано8 грудня 2013 уWayback Machine.]
Електронний діловий журнал «Содружество» продовжує традиції однойменного друкованого видання Запорізької торгово-промислової палати.
Аудиторія: дійсні члени ЗТПП, провідні підприємства та компанії регіону, органи державної влади, дипломатичні представництва, регіональні торгово-промислові палати.
Електронний журнал представляє широкі технічні можливості: розміщення аудіо- та відеоматеріалів, гіперссилки, доступність у будь-якій точці земної кулі.
Періодичність виходу: щоквартально, формат: А4, мова видання: українська, російська. Журнал розміщується на офіційному сайті ЗТПП та розповсюджується безкоштовно електронною поштою.

## Інтернет-ресурси ЗТПП
Про послуги та заходи Запорізької торгово-промислової палати можна дізнатися на сайтах організації: www.cci.zp.ua [Архівовано 8 серпня 2013 у Wayback Machine.], www.expo.zp.ua [Архівовано 22 березня 2022 у Wayback Machine.], www.bizedu.com.ua [Архівовано 25 січня 2021 у Wayback Machine.] та www.ziif.in.ua [Архівовано 22 березня 2022 у Wayback Machine.].